# Hans Gudewerth den yngste
Hans Gudewerth den yngste, född omkring 1640 i Eckernförde i dåvarande hertigdömet Schleswig, död 1709 eller senare, var en dansk-tysk träsnidare.
Hans Gudewerth den yngste var son till Hans Gudewerth den yngre och sonson till Hans Gudewerth den äldre. Han övertog sin fars verkstad.i Eckernförde. Han blev lärling 1664, mästare 1671 och ålderman i snidarskrået i Eckernförde 1697. 
Han snidade en triumfvagn till hovet i Gottorp 1672 och ett nu försvunnet orgelhus till Sankt Nicolaikyrkan i Eckernförde 1681–82. Eventuellt är det han som gjort predikstolen till kyrkan i Dänischenhagen, norr om Kiel och olika kyrkoinventarier i Borbyer kirche, nära Eckernförde, 1686.
Han var gift med Annemaria Bock (död 1703). Han lämnade hemstaden i armod 1709.